# Райт, Стивен (актёр)
Сти́вен Алекса́ндр Райт (Steven Alexander Wright; 6 декабря 1955, Кеймбридж, Массачусетс, США)  — американский стендап-комик, актёр, писатель, кинопродюсер и кинорежиссёр. Он известен своим вялым голосом и медленной, невозмутимой подачей ироничных, философских, а иногда и бессмысленных, парапросдокианских шуток, анти-юмора и острот с выдуманными ситуациями.
В 2017 году журнал Rolling Stone поместил Стивена Райта на 15-е место в своём списке «50 лучших стендап-комиков всех времён».
В 1989 году Райт был награждён премией «Оскар» за лучший игровой короткометражный фильм за главную роль, написание и продюсирование фильма «Назначения Денниса Дженнингса».
Дважды номинировался на Primetime Emmy Awards в качестве продюсера телесериал Луи (2010—2015). Широкую известность ему также принесла роль второго плана в трагикомическом сериале «Хорас и Пит», удостоенном премии Пибоди.

## Ранняя жизнь и карьера
Стивен Райт родился 6 декабря 1955 в Mount Auburn Hospital в Кембридже (Массачусетс) и вырос в Берлингтоне (Массачусетс), один из четырёх детей Люсиль «Долли» (урождённая Ломано) и Александр К. Райт. Он был воспитан в католической вере. Его мать была итало-американкой, а отец — шотландцем. Отец Райта работал техником по электронике, который «тестировал много вещей» для НАСА во время программы космического корабля Аполлон. Когда программа закончилась, он работал водителем грузовика. Райт посещал Общественный Колледж Миддлсекс в Бедфорде, штат Массачусетс, в течение двух лет, чтобы получить степень помощника, затем продолжил своё образование в колледже Эмерсон. Он окончил Эмерсон в 1978 и начал исполнять стендап в следующем году на Объединение Юмористов в Бостоне.

## Успехи в роли комика
Комедийный альбом Райта 1985 года под названием «I Have a Pony» был выпущен на Warner Bros. Records, получил признание критиков и был номинирован на премию Грэмми за лучший комедийный альбом. Благодаря успеху этого альбома его пригласили на специальный выпуск НВО в серии On Location: Wolfgang’s в Сан-Франциско, как живое выступление, для A Steven Wright Special. К тому времени Райт твердо разработал новый стиль непонятных, неспешных выступлений и быстро создавал культоподобных последователей и сценическую личность, характеризуемую аурой безвестности, с его склонностью к несвязанному и подавленному, медленному стилю повествования только добавляет мистики. Выступление стало одним из самых длинных и популярных комедийных спецвыпусков НВО и привело его к большому успеху на концерте студенческой арены.

## Награды
Стивен Райт был награждён Оскаром в 1989 году за лучший короткометражный анимационно-игровой фильм "Назначения Денниса Дженнингса", сценарий для которого он написал в соавторстве с Майклом Армстронгом. Он получил две номинации на премию Эмми в составе команды продюсеров сериала Луи, сначала в 2014 году, а затем в 2015 году. 15 декабря 2008 года Райт стал первым участником Бостонского зала комедийной славы. В опросе 2005 года, чтобы найти Самого Комического Комика, он был выбран среди 50 лучших комедийных артистов коллегами-комиками и инсайдерами. Он был назван номером 23 в списке 100 величайших комиков Comedy Central.

## Интересы
Хотя Стивен Райт не очень известен за пределами комедийного мира, он музыкант и записал несколько не комедийных песен со своим другом и актёром Марком Вюртнером. Райт также интересуется живописью. Начиная с 2008 года, Стивен Райт иногда появлялся в «The Late Late Show with Craig Ferguson» в качестве приглашённой знаменитости, чтобы помочь по части писем от телезрителей. Он присоединился к небольшой группе голливудских комедийных знаменитостей, которые поддерживали шоу.

## Личные работы

### Дискография
| Год  | Название                  | Примечания  |
| ---- | ------------------------- | ----------- |
| 1985 | I Have Pony               | альбом      |
| 1985 | A Steven Wright Special   | отсутствуют |
| 1990 | Wicker Chairs and Gravity | отсутствуют |
| 2006 | When the Leaves Blow Away | саундтрек   |

### Фильмография
| Год  | Название          | Заметки       |
| ---- | ----------------- | ------------- |
| 1999 | «Одинокий Солдат» | короткий метр |